# فؤاد بوشقر
فؤاد بوشقر، لاعب كرة قدم بحريني دولي سابق كان يلعب بمركز مهاجم وشارك مع منتخب بلاده في ثلاث بطولات في كأس الخليج ونال لقب هداف الدوري البحريني لكرة القدم في عدة مواسم ، وسبق له تدريب منتخب البحرين لكرة القدم في خليجي 13 ، يعمل محلل رياضي حالياً في قناة دبي الرياضية.

## كأس الخليج

### كأس الخليج 1974
و قد سجل ثلاثية في مرمى منتخب عمان لكرة القدم.

### كأس الخليج 1982
و قد سجل هدف في مرمى منتخب عمان لكرة القدم.

## مسيرته التدريبية
و كان قد درب منتخب البحرين لكرة القدم في فترة سابقة.